# Dans la tête de Charles Swan III
Pour plus de détails, voir Fiche technique et Distribution.
Dans la tête de Charles Swan III (A Glimpse Inside the Mind of Charles Swan III) est un film américain de Roman Coppola.

## Synopsis
Dans les années 1970, Charles Swan III, graphiste à succès et homme à femmes, est quitté par sa petite amie. Il se remet alors totalement en question,.

## Fiche technique
- Titre français : Dans la tête de Charles Swan III
- Titre original : A Glimpse Inside the Mind of Charles Swan III
- Réalisation et scénario : Roman Coppola
- Musique : Liam Hayes et Roger Neill
- Décors : Elliott Hostetter
- Costumes : April Napier
- Direction artistique : Almitra Corey
- Production : Roman Coppola et Youree Henley
- Coproducteur : Darren M. Demetre
- Producteurs exécutifs : Robert Maron et Michael Zakin
- Sociétés de production : American Zoetrope et The Directors Bureau
- Distribution : A24 Films
- Langue : anglais
- Pays :  États-Unis
- Durée : 85 minutes
- Dates de sortie :
  - Italie : 15 novembre 2012 (Festival du film de Rome)
  - États-Unis : 8 février 2013[3]
  - France : 24 juillet 2013

## Distribution
- Charlie Sheen : Charles Swan III
- Jason Schwartzman : Kirby Star
- Mary Elizabeth Winstead : Victoria
- Bill Murray : Saul
- Aubrey Plaza : Marnie
- Patricia Arquette : Izzy
- Katheryn Winnick : Ivana
- Richard Edson : Sanchez
- Bar Paly : Maria Carla
- Lexy Hulme : Yvonne
- C.C. Sheffield : la secrétaire
- Angela Lindvall : la femme voilée
- Fabianne Therese : la petite amie de Kirby
- Alim Kouliev : chauffeur de taxi russe

## Production

### Tournage
Le tournage a eu lieu à Los Angeles et Santa Clarita en Californie.